# جیزاو
جیزاو (به عربی: جیزاو) یک منطقهٔ مسکونی در لیبی است که در استان مرزق واقع شده‌است.